# Мартинес-Альмейда, Хосе Луис
Хосе Луис Мартинес-Альмейда (исп. José Luis Martínez-Almeida; 17 апреля 1975) — испанский государственный адвокат и политик. Член «Народной партии» и с 2015 года городского совета Мадрида, занимает пост мэра Мадрида с 2019 года.

## Биография
Родился в Мадриде 17 апреля 1975 года. Его дедушка Пабло Мартинес-Алмейда был членом Тайного совета Барселоны. Обучался в школе «Retamar» в Посуэло-де-Аларконе, связанной с «Опус Деи».
В 1995 году присоединился к Народной партии, а в 1998 году получил степень лиценциата по юриспруденции в «ICADE» (Папский университет Комильяс). В 2001 году стал работать в Государственном корпусе адвокатов.
С 2007 по 2011 год занимал должность генерального директора по историческому наследию автономного сообщества Мадрида. В 2011 году председатель правительства автономного сообщества Мадрид Эсперанса Агирре назначила его секретарём Совета правительства автономного сообщества Мадрид. В 2013 году покинул региональное правительство, стал работать в Генеральном секретариате и Совете суверенного фонда «SEPI» в качестве сотрудника юридического отдела. Уволился в 2015 году.
В 2015 году Эсперанса Агирре включил Мартинеса-Алмейду третьим в список Национальной партии на муниципальных выборах в Мадриде, а затем стал муниципальным советником. В 2017 году, когда Эсперанса Агирре оставила свою должность после задержания Игнасио Гонсалеса, а Мартинес-Алмейда сменил ее на посту представителя муниципальной группы Национальной партии в городском совете.
В июле 2018 года был назначен членом Национального исполнительного комитета Народной партии после избрания Пабло Касадо лидером. В январе 2019 года был назначен кандидатом от Народной партии на пост мэра Мадрида.
В 2019 году занял первое место в списке Народной партии на муниципальных выборах в Мадриде. Мартинес-Алмейда оставил свою должность муниципального советника и был назначен мэром 15 июня 2019 года, с поддержкой со стороны «Граждане — Гражданская партия» и крайне правой партии «Голос».
Во время кампании Народная партия обязалось избавиться от одной из самых значительных мер против загрязнения транспортных средств, осуществленных предыдущей муниципальной администрацией — зоны с низким уровнем выбросов «Madrid Central». Как и было обещано, 1 июля городской совет во главе с Мартинесом-Алмейдой приостановил действие системы на три месяца, прекратив штрафные санкции. Экологические группы, такие как «Гринпис», перекрыли дороги в знак протеста. Однако, через неделю суд в Мадриде восстановил штрафы, возобновив тем самым контроль за низким уровнем выбросов в ожидании новых предложений от Городского совета.

## Награды
- Большой крест ордена «За заслуги перед Итальянской Республикой» (2021 год, Италия).
- Орден «За заслуги» III степени (4 сентября 2023 года, Украина) — за весомый личный вклад в укрепление межгосударственного сотрудничества, поддержку государственного суверенитета и территориальной целостности Украины, популяризацию Украинского государства в мире[17].